# Ubisoft Milan
Ubisoft Milan es un estudio desarrollador de videojuegos italiano con sede en Milán. Fundado en 1998, el estudio es propiedad de Ubisoft desde su fundación. Se les conoce por colaborar en el desarrollo de reconocidas franquicias y videojuegos, como Tom Clancy's Splinter Cell, Assassin's Creed, Tom Clancy's Ghost Recon y Just Dance, además de ser, junto a Ubisoft Paris, el desarrollador de Mario + Rabbids Kingdom Battle y Mario + Rabbids Sparks of Hope.

## Historia
Ubisoft Milan se fundó en 1998 en Milán, Italia, originalmente como Ubi Soft Studios SRL, en una era en el que la industria del desarrollo de videojuegos en Italia era mínima, casi inexistente. El estudio se centró inicialmente en el desarrollo de juegos para consolas portátiles, y llevó Rayman y Rayman 2: The Great Escape a Game Boy Color y Lara Croft Tomb Raider: The Prophecy para Game Boy Advance. Ubisoft Milan también sirvió como estudio de apoyo para otros estudios de Ubisoft, colaborando en el desarrollo de muchos títulos reconocidos y con amplio éxito comercial, como Beyond Good & Evil, Tom Clancy's Rainbow Six: Rogue Spear, Tom Clancy's Rainbow Six 3: Raven Shield, Tom Clancy's Splinter Cell: Pandora Tomorrow, Tom Clancy's Splinter Cell: Chaos Theory, Tom Clancy's Splinter Cell: Double Agent, Assassin's Creed III: Liberation, Assassin's Creed: Rogue, Assassin's Creed IV: Black Flag, Tom Clancy's Ghost Recon Wildlands, etc., y es uno de los principales desarrolladores de la serie Just Dance. Posteriormente, el estudio se centró en el desarrollo de juegos que requieren control de movimiento, como MotionSports con Ubisoft Barcelona, We Dare y Raving Rabbids: Alive & Kicking con Ubisoft Paris. El estudio fue el desarrollador principal del primer título exclusivo de Ubisoft para Nintendo Switch, Mario + Rabbids Kingdom Battle, junto con Ubisoft Paris; también desarrolló Donkey Kong Adventure, el contenido descargable de ese juego, y la secuela Mario + Rabbids Sparks of Hope, juegos desarrollados con la aprobación y colaboración de Nintendo, elogiados por los críticos, representando un amplio éxito comercial para ambas compañías y para el estudio.

## Videojuegos desarrollados
| Título                                                            | Año  | Plataformas |
| ----------------------------------------------------------------- | ---- | --- |
| Rayman                                                            | 2000 | Atari Jaguar, PlayStation, Sega Saturn, MS-DOS, Game Boy Color, Game Boy Advance, Nintendo DSi, IOS, Android               |
| Donald Duck: Goin' Quackers                                       | 2000 | Game Boy Color, PlayStation, Microsoft Windows, Nintendo 64, Dreamcast, PlayStation 2, Game Boy Advance, Nintendo GameCube |
| The Jungle Book: Mowgli's Wild Adventure                          | 2000 | Game Boy Color |
| Rayman 2 Forever                                                  | 2001 | Game Boy Color |
| F1 Racing Championship                                            | 2001 | Dreamcast, Game Boy Color, Nintendo 64, PlayStation, PlayStation 2, Microsoft Windows                                      |
| Rayman M                                                          | 2001 | Microsoft Windows, Xbox, Nintendo GameCube, PlayStation 2                                                                  |
| Fresh Adventures                                                  | 2001 | Windows |
| Tomb Raider: The Prophecy                                         | 2002 | Game Boy Advance |
| Tom Clancy's Rainbow Six: Rogue Spear                             | 2002 | Microsoft Windows, Dreamcast, Mac OS, PlayStation, Game Boy Advance                                                        |
| The Mummy                                                         | 2002 | Game Boy Advance |
| Beyond Good & Evil                                                | 2003 | PlayStation 2, Microsoft Windows, Xbox, Nintendo GameCube, Xbox 360, PlayStation 3                                         |
| Tom Clancy's Rainbow Six 3: Athena Sword                          | 2003 | Microsoft Windows, Mac OS, Xbox, PlayStation 2, Nintendo Game Cube                                                         |
| Tom Clancy's Splinter Cell: Pandora Tomorrow                      | 2004 | Xbox, Microsoft Windows, PlayStation 2, PlayStation 3                                                                      |
| Tom Clancy's Splinter Cell: Double Agent                          | 2006 | Xbox, Microsoft Windows, Game Boy Advance, móviles, PlayStation 2, Nintendo GameCube, PlayStation 3                        |
| Imagine                                                           | 2007 | Nintendo DS |
| Just Dance                                                        | 2009 | Wii |
| My Fitness Coach 2: Exercise and Nutrition                        | 2010 | Wii |
| MotionSports                                                      | 2010 | Xbox 360 |
| Michael Jackson: The Experience                                   | 2010 | Nintendo DS, PlayStation Portable, Wii, PlayStation 3, Xbox 360, Nintendo 3DS, IOS                                         |
| Just Dance 2                                                      | 2010 | Wii |
| MotionSports Adrenaline                                           | 2011 | PlayStation 3, Xbox 360 |
| We Dare                                                           | 2011 | Wii, PlayStation 3 |
| Raving Rabbids: Alive & Kicking                                   | 2011 | Xbox 360 |
| Just Dance 4                                                      | 2012 | Wii, Wii U, Xbox 360, PlayStation 3                                                                                        |
| Assassin's Creed Liberation                                       | 2012 | PlayStation Vita, PlayStation 3, Microsoft Windows, Xbox 360, PlayStation 4, Xbox One, Nintendo Switch, Google Stadia      |
| Just Dance 2014                                                   | 2013 | Wii, Wii U, PlayStation 3, PlayStation 4, Xbox 360, Xbox One                                                               |
| Assassin's Creed IV: Black Flag                                   | 2013 | PlayStation 3, Xbox 360, Wii U, PlayStation 4, Microsoft Windows, Xbox One, Nintendo Switch, Google Stadia                 |
| Just Dance Wii U                                                  | 2014 | Wii U |
| Assassin's Creed: Rogue                                           | 2014 | PlayStation 3, Xbox 360, Microsoft Windows, PlayStation 4, Xbox One, Nintendo Switch, Google Stadia                        |
| Just Dance 2015                                                   | 2014 | Wii, Wii U, PlayStation 3, PlayStation 4, Xbox 360, Xbox One                                                               |
| Just Dance 2016                                                   | 2015 | Wii, Wii U, PlayStation 3, PlayStation 4, Xbox 360, Xbox One                                                               |
| Assassin's Creed: Syndicate                                       | 2015 | Microsoft Windows, PlayStation 4, Xbox One, Google Stadia                                                                  |
| Tom Clancy's Rainbow Six: Siege                                   | 2015 | Microsoft Windows, PlayStation 4, PlayStation 5, Xbox One, Xbox Series X/S, Google Stadia, Amazon Luna                     |
| Tom Clancy's Ghost Recon Wildlands                                | 2017 | Microsoft Windows, PlayStation 4, Xbox One, Google Stadia                                                                  |
| Mario + Rabbids Kingdom Battle                                    | 2017 | Nintendo Switch |
| Assassin's Creed: Origins                                         | 2017 | Microsoft Windows, PlayStation 4, Xbox One, Google Stadia                                                                  |
| Mario + Rabbids Kingdom Battle: Donkey Kong Adventure (expansión) | 2018 | Nintendo Switch |
| Tom Clancy's Ghost Recon Breakpoint                               | 2019 | Microsoft Windows, PlayStation 4, Xbox One, Google Stadia                                                                  |
| Mario + Rabbids Sparks of Hope                                    | 2022 | Nintendo Switch |